# Astor Place (metropolitana di New York)
Astor Place, conosciuta anche come Astor Place-Cooper Union, è una fermata della metropolitana di New York situata sulla linea IRT Lexington Avenue. Nel 2019 è stata utilizzata da 5 502 925 passeggeri. È servita dalla linea 6 sempre e dalla linea 4 solo di notte. Durante l'ora di punta del mattino in direzione Manhattan e l'ora di punta del pomeriggio in direzione Bronx fermano anche le corse espresse della linea 6.

## Storia
La stazione venne costruita dall'Interborough Rapid Transit Company (IRT) come parte della prima linea metropolitana sotterranea della città di New York. Fu aperta il 27 ottobre 1904.

## Strutture e impianti
La stazione è sotterranea, ha due banchine laterali e quattro binari, i due esterni per i treni locali e i due interni per quelli espressi. È posta al di sotto di Lafayette Street e Fourth Avenue e non ha un mezzanino, ognuna delle due banchine ospita infatti un gruppo di tornelli con una scala che porta all'incrocio con Astor Place.

## Interscambi
La stazione è servita da alcune autolinee gestite da NYCT Bus.
- Fermata autobus